# Christian Gille
Christian Gille (Wolfen, 6 gennaio 1979) è un canoista tedesco.
Ha vinto la medaglia d'oro nel C2 1000 m ai Giochi olimpici di Atene 2004 in coppia con Tomasz Wylenzek.

## Palmarès
- Olimpiadi

Atene 2004: oro nel C2 1000 m.
Pechino 2008: argento nel C2 1000 m e bronzo nel C2 500 m.
- Mondiali

1995 - Duisburg: bronzo nel C4 1000 m.
1997 - Dartmouth: oro nel C2 200 m e bronzo nel C2 500 m.
1998 - Seghedino: oro nel C2 200 m e bronzo nel C2 500 m.
1999 - Milano: bronzo nel C2 200 m.
2002 - Siviglia: bronzo nel C1 200 m.
2005 - Zagabria: oro nel C2 500 m e C2 1000, argento nel C2 200 m.
2006 - Seghedino: argento nel C2 200 m.
2007 - Duisburg: oro nel C2 1000 m, argento nel C2 200 m e bronzo nel C2 500 m.
- Campionati europei di canoa/kayak sprint

Seghedino 2002: bronzo nel C2 500m.
Poznań 2005: oro nel C2 200m, C2 500m e C2 1000m.
Račice 2006: argento nel C2 1000m.
Pontevedra 2007: oro nel C2 1000m e bronzo nel C2 200m.